# Will Cherry
Will Cherry (Oakland, 8 febbraio 1991) è un cestista statunitense.

## Statistiche

### College
| Anno      | Squadra           | PG  | PT  | MP   | TC%  | 3P%  | TL%  | RP  | AP  | PRP | SP  | PP   |
| --------- | ----------------- | --- | --- | ---- | ---- | ---- | ---- | --- | --- | --- | --- | ---- |
| 2009-2010 | Montana Grizzlies | 32  | 22  | 22,8 | 43,7 | 17,1 | 54,7 | 2,8 | 2,4 | 1,9 | 0,2 | 8,3  |
| 2010-2011 | Montana Grizzlies | 30  | 29  | 34,4 | 42,6 | 22,5 | 72,9 | 3,6 | 4,3 | 2,6 | 0,2 | 14,1 |
| 2011-2012 | Montana Grizzlies | 32  | 32  | 33,8 | 44,5 | 37,2 | 78,1 | 3,9 | 3,3 | 2,6 | 0,3 | 15,8 |
| 2012-2013 | Montana Grizzlies | 22  | 21  | 32,9 | 40,3 | 26,3 | 76,4 | 4,3 | 3,9 | 1,9 | 0,4 | 13,3 |
| Carriera  | Carriera          | 116 | 104 | 30,7 | 43,0 | 28,5 | 71,8 | 3,6 | 3,4 | 2,3 | 0,3 | 12,8 |

### NBA

#### Regular Season
| Anno      | Squadra             | PG | PT | MP  | TC%  | 3P%  | TL%  | RP  | AP  | PRP | SP  | PP  |
| --------- | ------------------- | -- | -- | --- | ---- | ---- | ---- | --- | --- | --- | --- | --- |
| 2014-2015 | Cleveland Cavaliers | 8  | 0  | 8,6 | 26,3 | 22,2 | 50,0 | 0,6 | 1,0 | 0,8 | 0,1 | 1,9 |
| Carriera  | Carriera            | 8  | 0  | 8,6 | 26,3 | 22,2 | 50,0 | 0,6 | 1,0 | 0,8 | 0,1 | 1,9 |

## Palmarès
- Campionato lituano: 1

Žalgiris Kaunas: 2014-15
- Coppa di Lituania: 1

Žalgiris Kaunas: 2015
- Coppa di Germania: 1

Alba Berlino: 2016
- Coppa di Croazia: 1

Cedevita Zagabria: 2018
- Supercoppa di Lega Adriatica: 1

Cedevita Zagabria: 2017